# The Concretes
I The Concretes sono un gruppo musicale indie pop svedese originario di Stoccolma e formatosi nel 1995. Il gruppo è composto da otto membri.

## Formazione
Attuale
- Maria Eriksson – chitarra, voce, cori
- Martin Hansson – basso, cori
- Ulrik Janusson – corni, piano, cori
- Lisa Milberg – batteria, voce, cori
- Dante Kinnunen - batteria
- Per Nyström – organo, cori
- Ludvig Rylander – corni, piano, cori
- Daniel Värjö – chitarra, mandolino, cori

Ex membri
- Victoria Bergsman – voce (1995-2006)

## Discografia
Album studio
- 2003 - The Concretes
- 2006 - In Colour
- 2007 - Hey Trouble
- 2010 - WYWH

Raccolte
- 2000 - Boyoubetterunow
- 2005 - Layourbattleaxedown

EP
- 1999 - Limited Edition
- 1999 - Lipstick Edition
- 2001 - Nationalgeographic